# Margin Call
Margin Call är en amerikansk långfilm från 2011 i regi och manus av J.C. Chandor, med Kevin Spacey, Paul Bettany, Jeremy Irons, Penn Badgley och Zachary Quinto i rollerna. Chandors manus blev Oscarsnominerad som Bästa originalmanus.

## Handling
Riskanalytikern Seth Bregman (Penn Badgley), hans mer rutinerade kollega Peter Sullivan (Zachary Quinto) och chefen för trading-avdelningen Will Emerson (Paul Bettany) ser på när en inhyrd firma avskedar flera av deras kollegor på börsmäklarfirman. Seth och Peters chef Eric Dale (Stanley Tucci) är en av dem som blir avskedade, men innan han går ger han Peter en USB-sticka och säger åt honom "var försiktig".
Sullivan börjar undersöka datan på stickan och inser att marknaden är på väg att kollapsa vilket kan innebära bolagets konkurs. Han kontaktar Emerson som i sin tur kontaktar den högre chefen Sam Rogers (Kevin Spacey). Ledningen måste nu fatta beslut om hur de ska hantera situationen när handeln börjar nästa dag.

## Rollista
| Kevin Spacey   | – Sam Rogers      |
| Paul Bettany   | – Will Emerson    |
| Jeremy Irons   | – John Tuld       |
| Zachary Quinto | – Peter Sullivan  |
| Penn Badgley   | – Seth Bregman    |
| Simon Baker    | – Jared Cohen     |
| Mary McDonnell | – Mary Rogers     |
| Demi Moore     | – Sarah Robertson |
| Stanley Tucci  | – Eric Dale       |
| Aasif Mandvi   | – Ramesh Shah     |